# منصور یکم
منصور یکم سامانی (ابوصالح منصور بن نوح) مشهور به امیر سدید (۳۶۵ – ۳۵۰ ه‍. ق) از امیران سامانی بود. منصور بن نوح سامانی یکی از پادشاهان سلسله سامانیان بود که از سال ۳۵۰ تا ۳۶۵ هجری قمری (۹۶۱ تا ۹۷۵ میلادی) حکومت کرد. او پس از مرگ پدرش، نوح بن نصر سامانی، به قدرت رسید. دوره حکومت منصور بن نوح با رشد علمی و فرهنگی همراه بود و بخشی از دوران طلایی سامانیان محسوب می‌شود.
در زمان او، دربار سامانی یکی از مراکز مهم دانش، هنر و فرهنگ در جهان اسلام بود. او دانشمندان و شاعران بزرگی مانند ابوعلی سینا و رودکی را حمایت می‌کرد. سامانیان به‌عنوان یک سلسله ایرانی، نقش مهمی در حفظ فرهنگ و زبان فارسی در دوران بعد از ورود اسلام به ایران ایفا کردند.
منصور یکم، جانشین عبدالملک، در طی فرمانروایی پانزده ساله‌اش ٬به سنّت پیشینیان خود به پشتیبانی و پروردن دانشوران و شاعران و مفسران همت گماشت. به فرمان این امیر، که به تفسیر راغب بود، ابوعلی محمّد بن عبدالله، از سال ۳۵۲ هجری به ترجمه تاریخ الامم و الملوک طبری مبادرت کرد. وی، در ضمن ترجمه، مطالبی را از اصل عربی حذف کرد و از کتب و منابع مطالبی نیز بر آن افزود. از
این رو، این کتاب از صورت ترجمه بیرون آمد و رنگ و شکل تألیف به خود گرفت و به تاریخ بلعمی نام‌ور گشت.
هم‌زمان با همان تاریخی که تاریخ طبری به فارسی برگردانده شد، به امر منصور یکم، گروهی از دانشوران اقدام به ترجمه جامع البیان فی التفسیرالقرآن به زبان پارسی کردند. از وجوه اهمیّت این کتاب، یکی عظمت آن و دیگری اشتمال آن است بر مقدار فراوانی» از واژگان و مفردات فارسی که در برابر ترجمه مفردات و ترکیبات قرآن آورده شده‌است.